# Mayakeramik
Mayakeramik er keramik fremstillet af den præcolumbianske Mayakultur fra mesoamerika. Beholderne har forskellige farver, størrelser og har forskellige formål. Elitens beholdere kunne være malet med meget meget detaljerede scener, mens brugsbeholdere var udekorerede eller meget simplere.
Elitepotteri, sædvanligvis i form af ligesidede bægere kaldet "vaser", blev sædvanligvis anvendt til at drikke chokolade af, blev placeret i grave, hvilket har givet et antal af beholdere i god stand.  Individuelle eksempler omfatter  Princeton-vasen og Fenton-vasen.